# Альгрен, Джордж
Джордж Льюис Альгрен (англ. George Lewis Ahlgren; 16 августа 1928, Сан-Диего, Калифорния — 30 декабря 1951, Хила, Аризона) — американский гребец, выступавший за сборную США по академической гребле в конце 1940-х годов. Чемпион летних Олимпийских игр в Лондоне, победитель и призёр многих студенческих регат. Офицер Военно-воздушных сил США.

## Биография
Джордж Альгрен родился 16 августа 1928 года в городе Сан-Диего, штат Калифорния.
Занимался академической греблей во время учёбы в Калифорнийском университете в Беркли, в течение четырёх лет состоял в местной гребной команде «Калифорния Голден Бирс», неоднократно принимал участие в различных студенческих регатах, в частности в восьмёрках выигрывал чемпионат Межуниверситетской гребной ассоциации (IRA).
Наивысшего успеха в гребле на международном уровне добился в сезоне 1948 года, когда вошёл в основной состав американской национальной сборной и благодаря череде удачных выступлений удостоился права защищать честь страны на летних Олимпийских играх в Лондоне. В составе распашного экипажа-восьмёрки с рулевым в финале обошёл всех своих соперников, в том числе более чем на 10 секунд опередил ближайших преследователей из Великобритании, и тем самым завоевал золотую олимпийскую медаль.
По окончании университета поступил на службу в Военно-воздушные силы США, имел звание второго лейтенанта.
Погиб 30 декабря 1951 года в авиакатастрофе транспортного самолёта в штате Аризона. Похоронен на Национальном кладбище Голден-Гейт в Сан-Бруно.